# Hermanitas de Los Pobres
Hermanitas de Los Pobres és una obra de Lleida protegida com a bé cultural d'interès local.

## Descripció
Edifici aïllat a l'horta de Lleida de quatre plantes, amb una àrea de serveis comuns i cèl·lules habitacionals, per separació de sexes entre si i amb la comunitat, creant unes circulacions ben complexes. Planta baixa amb serveis generals. Tres plantes amb serveis d'infermeria i dormitoris. Façanes de gran expressivitat constructiva amb maó vist i prefabricat a les finestres i balcons. Composició volumètrica acurada que al mateix temps qualifica els espais exteriors.

## Història
Ampliació amb cos afegit de nous menjadors i sala d'actes. Els antics menjadors fan de sala d'estar, ja que aquesta s'havia quedat petita.